# 주간고속도로 제68호선
주간고속도로 제68호선(영어: Interstate 68, I-68)은 미국 동부 웨스트버지니아주 모건타운(Morgantown)과 동부 메릴랜드주 핸콕(Hancock)을 연결하는 총 연장 181.7km의 고속도로이다. 68호선은 1965년에 공사를 시작하여 25년만인 1991년 8월 2일에 완공되어 미국 국도 제48호선으로 지정되었다. 공사 기간이 다른 도로보다 훨씬 더 길었던 이유는 68호선이 높은 고개, 절벽과 산간지대를 연결하기 때문이다. 나중에 주간고속도로로 승격시키는 공사를 벌여 68호선으로 등재되었다. 당시 68호선의 공사가 한창이었을 때 많은 사람들은 68호선 주변의 도시에서 경제가 나아질 것이라는 예측을 내놓았다. 68호선이 연결하는 두 개의 큰 도시는 웨스트버지니아 주의 모건타운과 메릴랜드 주의 컴벌랜드이며 두 곳 모두 인구가 3만명을 넘지 않는다. 68호선은 시골 지역과 소도시만을 연결하나 웨스트버지니아 주의 북부와 메릴랜드 주의 서부를 연결하는 유일한 도로이며 워싱턴 D.C.와 볼티모어에서 출발하여 클리블랜드, 디트로이트와 시카고 등지로 향하는 사람들에게는 70호선과 76호선의 통행량이 많은 중첩구간을 피해서 갈 수 있는 유일한 도로이다.